# Fonction convexe polyédrique
En analyse convexe, une fonction convexe polyédrique est une application, définie sur un espace vectoriel réel de dimension finie {\displaystyle E} et à valeurs dans la droite réelle achevée {\displaystyle {\overline {\mathbb {R} }}=\mathbb {R} \cup \{-\infty ,+\infty \}}, dont l'épigraphe est un polyèdre convexe.

## Propriétés
Soit {\displaystyle f:E\to {\overline {\mathbb {R} }}} une fonction convexe polyédrique.
- {\displaystyle f} est une fonction convexe et fermée. En effet, son épigraphe {\displaystyle \operatorname {epi} (f)} est un convexe fermé de {\displaystyle E\times \mathbb {R} }, comme intersection d'une famille (finie et non vide) de demi-espaces fermés.
- Pour tout {\displaystyle \alpha \in \mathbb {R} }, l'ensemble de sous-niveau {\displaystyle \alpha } de {\displaystyle f} est un polyèdre convexe. En effet, cet ensemble, égal par définition à {\displaystyle \{x\in E\mid f(x)\leqslant \alpha \}}, est le projeté sur {\displaystyle E} du polyèdre convexe {\displaystyle \operatorname {epi} (f)\cap \{(x,t)\in E\times \mathbb {R} \mid t\leqslant \alpha \}}.

Dans la suite, on supposera de plus que {\displaystyle f} est propre, c'est-à-dire qu'elle n'est pas identiquement égale à {\displaystyle +\infty } ({\displaystyle \operatorname {epi} (f)\neq \varnothing }) et qu'elle ne prend pas la valeur {\displaystyle -\infty } ({\displaystyle \operatorname {epi} (f)} ne contient pas de droite verticale).
La première équivalence ci-dessous est reprise de Gilbert 2016, la seconde de Polyak 1983.
où {\displaystyle \operatorname {ir} {(C)}} désigne l'intérieur relatif d'un convexe non vide {\displaystyle C}, {\displaystyle \operatorname {int} (C)} son intérieur, et {\displaystyle \partial f(x)} le sous-différentiel de {\displaystyle f} en {\displaystyle x}.
Dans la première équivalence, aucune des deux implications n'a lieu si {\displaystyle f} est seulement supposée convexe, fermée et propre :
- l'implication « {\displaystyle \Rightarrow } » n'a pas lieu, par exemple, pour la fonction {\displaystyle f:\mathbb {R} \to \mathbb {R} ,\;t\mapsto \max(t^{2},t)}, puisque {\displaystyle \operatorname {ir} {(\operatorname {argmin} f)}=\operatorname {ir} {(\{0\})}=\{0\}}, mais {\displaystyle \operatorname {ir} {(\partial f(0))}=\operatorname {ir} {(\left[0,1\right])}=\left]0,1\right[\not \ni 0} ;
- l'implication « {\displaystyle \Leftarrow } » n'a pas lieu, par exemple, pour la fonction {\displaystyle f:\mathbb {R} \to \mathbb {R} ,\;t\mapsto \max(0,t)^{2}}, puisque {\displaystyle 0} est dans l'intérieur relatif de {\displaystyle \partial f(x)=\{0\}} quel que soit le minimiseur {\displaystyle x}, mais le minimiseur {\displaystyle x=0} n'est pas dans l'intérieur relatif de {\displaystyle \operatorname {argmin} f=\left]-\infty ,0\right]}.

Dans la seconde équivalence, l'implication « {\displaystyle \Leftarrow } » ne requiert pas la polyédricité de la fonction.